# Kommunens Bästa (partipolitiskt obunden lista)
Kommunens Bästa (partipolitiskt obunden lista) (kb) är ett lokalt politiskt parti i Ljungby kommun. I valet 2006 erhöll partiet 1 096 röster, vilket motsvarade 6,65 procent. Därmed blev KB femte största parti och vann representation i Ljungby kommunfullmäktige med tre mandat.
I valet 2010 fick partiet 4,41 procent av rösterna och fick därmed två mandat i kommunfullmäktige.
I valet 2014 fick partiet 2,67 procent av rösterna och fick därmed ett mandat i kommunfullmäktige.
Kommunens bästa ingår efter valet 2014 i den styrande minoriteten i Ljungby kommun.